# Réservoir d'Ivankovo
Le réservoir d'Ivankovo (en russe : Ива́ньковское водохрани́лище, Ivankovskoïe vodokhranilichtche), également connu sous le nom de « mer de Moscou », est un lac artificiel de Russie. C'est le premier réservoir établi sur la Volga depuis sa source. Il est situé dans les oblasts de Moscou et de Tver, à quelque 130 km au nord de Moscou. Le barrage du réservoir se trouve dans la ville de Doubna et la centrale électrique produit 130 millions de kWh chaque année. La ville de Konakovo est située sur sa rive méridionale. Le réservoir est relié à la Moskova par le canal de Moscou et constitue la principale source d'alimentation en eau de la ville de Moscou.

## Le barrage

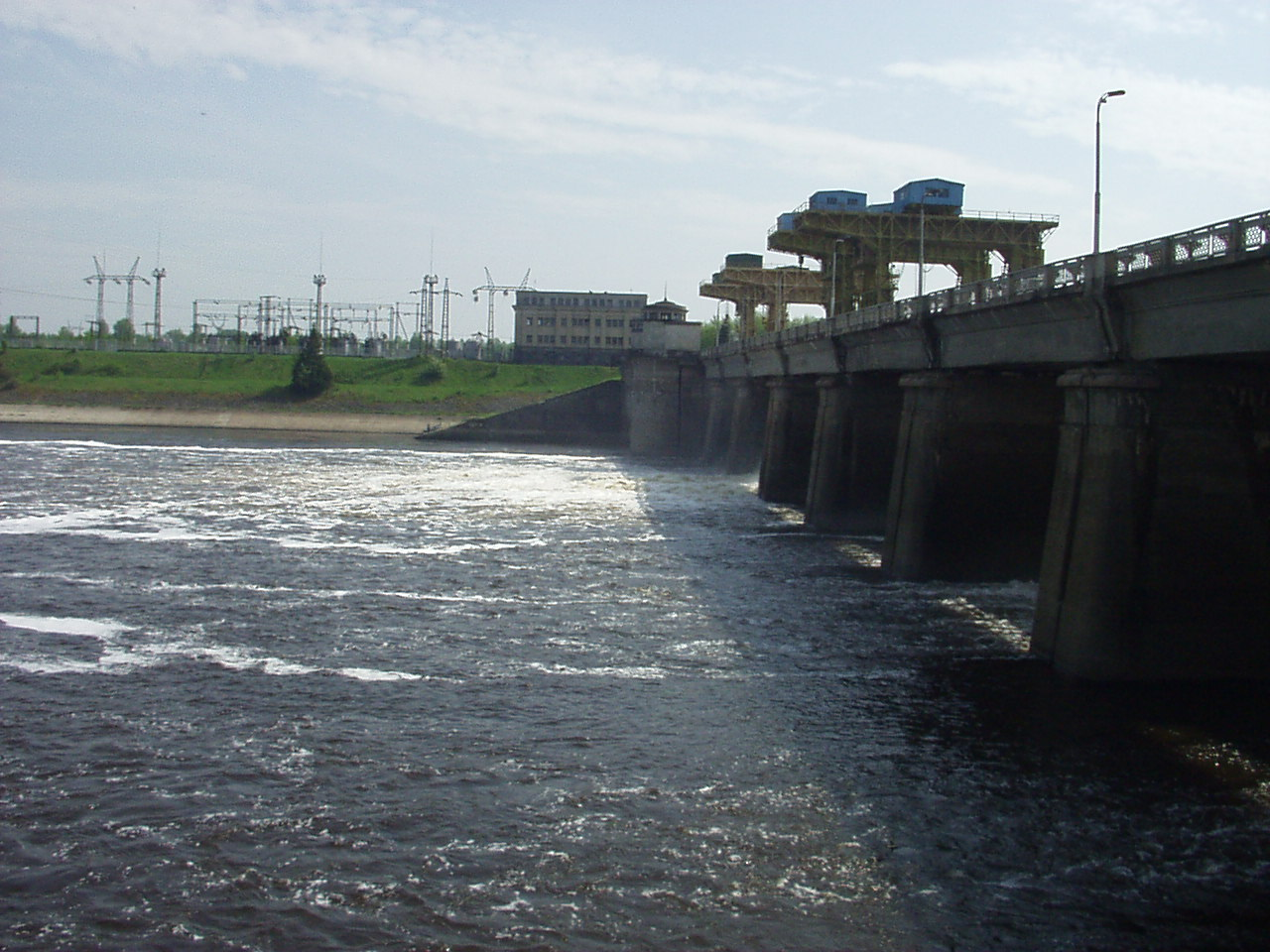
La centrale électrique d'Ivankovo

Les travaux du barrage de Doubna et du réservoir d'Ivankovo se déroulèrent en même temps que ceux du canal de Moscou, entre 1933 et 1937. La ville historique de Kortcheva ainsi que plusieurs villages furent submergés par la mise en eau du réservoir en 1937.
La centrale au fil de l'eau est équipée de turbines Kaplan, pouvant développer une puissance de 30 MW et une production annuelle de 130 000 000 kWh.

## Source
- (en) Cet article est partiellement ou en totalité issu de l’article de Wikipédia en anglais intitulé « Ivankovo Reservoir » (voir la liste des auteurs).